# トゥイッグス郡 (ジョージア州)
トゥイッグス郡（トゥイッグスぐん、英: Twiggs County）は、アメリカ合衆国ジョージア州の中央に位置する郡である。1809年12月14日に設立された。2010年国勢調査での人口は9,023人であり、2000年の10,590人から14.8%減少した。郡庁所在地はジェファーソンビル市（人口1,035人）であり、同郡で人口最大の都市でもある。
郡名は、アメリカ独立戦争の将軍ジョン・トゥイッグスに因んで名付けられた。

## 地理
ジョージア州の地理重心が郡内にある。アメリカ合衆国国勢調査局に拠れば、郡域全面積は362.95平方マイル (940.0 km2)であり、このうち陸地360.29平方マイル (933.1 km2)、水域は2.66平方マイル (6.9 km2)で水域率は0.73%である。

### 主要高規格道路

#### 州間高速道路
- 州間高速道路16号線

#### アメリカ国道
- アメリカ国道23号線
- アメリカ国道80号線
- アメリカ国道129号線代替路

#### ジョージア州道
- ジョージア州道18号線
- ジョージア州道19号線
- ジョージア州道57号線
- ジョージア州道87号線
- ジョージア州道96号線
- ジョージア州道112号線
- ジョージア州道358号線
- ジョージア州道404号線
- ジョージア州道66号線
- ジョージア州道85号線
- ジョージア州道35号線
- ジョージア州道266号線
- ジョージア州道540号線、滝線フリーウェイ、工事中

### 隣接する郡
- ウィルキンソン郡 - 北東
- ローレンス郡 - 南東
- ブレックリー郡 - 南
- ハウストン郡 - 南西
- ビッブ郡 - 西
- ジョーンズ郡 - 北西

### 国立保護地域
- ボンド湿地国立野生生物保護区（部分）

## 人口動態
以下は2000年の国勢調査による人口統計データである。
| 基礎データ - 人口: 10,590人 - 世帯数: 3,832 世帯 - 家族数: 2,862 家族 - 人口密度: 11人/km2（29人/mi2） - 住居数: 4,291軒 - 住居密度: 5軒/km2（12軒/mi2） 人種別人口構成 - 白人: 54.88% - アフリカン・アメリカン: 43.65% - ネイティブ・アメリカン: 0.21% - アジア人: 0.11% - 太平洋諸島系: 0.03% - その他の人種: 0.25% - 混血: 0.87% - ヒスパニック・ラテン系: 1.06% | 年齢別人口構成 - 18歳未満: 27.0% - 18-24歳: 9.4% - 25-44歳: 29.0% - 45-64歳: 23.3% - 65歳以上: 11.3% - 年齢の中央値: 35歳 - 性比（女性100人あたり男性の人口） - 総人口: 91.8 - 18歳以上: 90.6 世帯と家族（対世帯数） - 18歳未満の子供がいる: 33.4% - 結婚・同居している夫婦: 52.0% - 未婚・離婚・死別女性が世帯主: 17.5% - 非家族世帯: 25.3% - 単身世帯: 22.3% - 65歳以上の老人1人暮らし: 8.7% - 平均構成人数 - 世帯: 2.73人 - 家族: 3.20人 | 収入と家計 - 収入の中央値 - 世帯: 31,608米ドル - 家族: 38,715米ドル - 性別 - 男性: 31,141米ドル - 女性: 22,057米ドル - 人口1人あたり収入: 14,259米ドル - 貧困線以下 - 対人口: 19.7% - 対家族数: 15.5% - 18歳未満: 25.2% - 65歳以上: 25.8% |

## 教育
- トウィッグス・アカデミー
- トウィッグス郡包括中・高校
- ジェファーソンビル小学校

## 都市と町
- アレンタウン
- ダンビル
- ジェファーソンビル - 郡庁所在地
- ドライブランチ